# خوان كارلوس أورتيغا
خوان كارلوس أورتيغا (بالإسبانية: Juan Carlos Ortega)‏ (19 مارس 1967 في المكسيك - ) هو مدرب كرة قدم ولاعب كرة قدم مكسيكي في مركز الدفاع. لعب مع تايجرز أونال وكلوب ليون ونادي جامعة غوادالاخارا ونادي غوادالاخارا.

## وصلات خارجية
- خوان كارلوس أورتيغا على موقع قاعدة بيانات كرة القدم.إي يو (الإنجليزية)